# К себе нежно
«К себе нежно» — третий студийный альбом российской фолк-рок группы «Ива Нова». Он был записан в 2009 году на студии «Добролет», затем претерпел мастеринг на студии «Мелодия» и вышел в 2010 году.

## От группы
Посвящается мамам...

«Счастье — состояние зыбкое, мир — необъятный, но хрупкий. Знакомый, но непостижимый. Сохранить эту тонкую материю — радость. Подарить это волшебное чувство — любовь. Жизнь вокруг начинается с нас. К себе нежно...»

## Отзывы
Валерия Соколовская с nneformat.ru описала альбом так:
«К Себе Нежно» получился действительно нежным альбомом. Слушаешь и немного недоумеваешь: «панковский напор» в сочетании с «техно-ритмами», «турбо-фолк» — это о них ли, об ИВА НОВА?
Песня «Craxy Conductor» вызвала у Соколовской воспоминания о школьных каникулах; песня же «Море», как считает Валерия, перекликается с другой песней — «Приходи».

«Crazy Conductor» вызвала в памяти впечатления о школьных каникулах (не в последнюю очередь благодаря звукам, очень напоминающим звон колокольчика на детском велосипеде), а балалайки сделали бы песню почти народной по звучанию, если б не ускоренный ритм в конце — пролетело детство... Следующая композиция «Море» — совершенно другая и по ритму, и по тематике: это настоящая сага о северных морях, о тяготах морской жизни, её тревожное звучание передает образы рифов и подводных преград, встречающихся на пути смельчаков. С «Морем» перекликается песня «Приходи» — они объединены не только «водной» темой, но и напряженностью ритма. При этом «Приходи» более оптимистична, это все-таки любовная песня — будем надеяться, что лирический герой все-таки пришёл и пел с героиней до утра, хотя в финале композиции и появляются тревожные нотки.— Валерия Соколовская
Композицию «Сердце без слов» Соколовская посчитала красивой, а песни «Холмогоры» и «Зана» — не очень удачными.

Композиция «Сердце Без Слов» — красивая баллада с очень интересным началом о «закрытом» сердце с огнём внутри («там за стеной больше неба и выше для нас с тобой») и постепенным затуханием ритма в конце песни, должным, видимо, передавать замедление биения сердца. А вот «Холмогоры» — вещь невразумительная, с изрядно надоевшими и затасканными фолк-сценой выкриками «Гей!» и «Эй!». Не самой удачной можно назвать и песню «Zana» — её начало напоминает изрядно замедленные половецкие пляски в современной интерпретации, потом, к сожалению, ритм меняется и превращается в нечто малопривлекательное, а текст напоминает подбор слов по рифме, к которому потом не самым удачным образом пытаются присоединить остальной текст стихотворения.— Валерия Соколовская
Самыми удачными песнями рецензентка назвала «Колыбельную „Блюз“» и «Ягу»:
Самыми лучшими композициями альбома я бы назвала «Колыбельную Блюз» и «Ягу». «Колыбельная Блюз» — очень красивый и атмосферный блюз о терзаниях души-птицы в северном городе, её рваный ритм прекрасно передает метания духа-пташки, растворяющегося под звуки колыбельной. Песня «Яга» с первых своих звуков вызывает ощущение чего-то колдовского и мистического, немного напоминая танец бабок-ежек из детского мультфильма. Между тем жизнь у Яги made by ИВА НОВА не столь весела и задорна — мало того, что нечисть явно переживает экзистенциальный кризис («не с кем мне больше бороться — только с самою собой»), а тут ещё и непогода с нелетными, надо думать, условиями...

## Список композиций
| №   | Название             | Текст песни             | Музыка                                                                | Длительность |
| --- | -------------------- | ----------------------- | --------------------------------------------------------------------- | ------------ |
| 1.  | «Intro»              | инструментал            | И. Лишенкевич, А. Постникова, Е. Фёдорова, Н. Потапенко, К. Васильева | 3:57         |
| 2.  | «Crazy Conductor»    | А. Постникова           | И. Лишенкевич, А. Постникова, Е. Фёдорова, Н. Потапенко, К. Васильева | 5:17         |
| 3.  | «Море»               | И. Лишенкевич, И. Белая | И. Лишенкевич, А. Постникова, Е. Фёдорова, Н. Потапенко, К. Васильева | 3:58         |
| 4.  | «Кавказское танго»   | И. Лишенкевич, И. Белая | И. Лишенкевич, А. Постникова, Е. Фёдорова, Н. Потапенко, К. Васильева | 6:15         |
| 5.  | «Полька-Сердце»      | И. Лишенкевич, И. Белая | И. Лишенкевич                                                         | 2:54         |
| 6.  | «Сердце без слов»    | А. Постникова           | И. Лишенкевич, А. Постникова, Е. Фёдорова, Н. Потапенко, К. Васильева | 3:50         |
| 7.  | «Холмогоры»          | инструментал            | Е. Фёдорова                                                           | 4:15         |
| 8.  | «Колыбельная „Блюз“» | Р. Шарифуллина          | И. Лишенкевич, А. Постникова, Е. Фёдорова, Н. Потапенко, К. Васильева | 6:02         |
| 9.  | «Зана»               | И. Лишенкевич, И. Белая | И. Лишенкевич, А. Постникова, Е. Фёдорова, Н. Потапенко, К. Васильева | 3:36         |
| 10. | «Яга»                | И. Лишенкевич, И. Белая | И. Лишенкевич, А. Постникова, Е. Фёдорова, Н. Потапенко, К. Васильева | 3:30         |
| 11. | «Приходи»            | И. Лишенкевич, И. Белая | И. Лишенкевич, А. Постникова, Е. Фёдорова, Н. Потапенко, К. Васильева | 6:21         |
| 12. | «Финское танго»      | И. Лишенкевич, И. Белая | И. Лишенкевич, А. Постникова, Е. Фёдорова, Н. Потапенко, К. Васильева | 3:55         |

- Бонус-треки

| №   | Название                       | Текст песни             | Музыка                                                                | Длительность |
| --- | ------------------------------ | ----------------------- | --------------------------------------------------------------------- | ------------ |
| 13. | «Самокрутка (new version)»     | И. Лишенкевич, И. Белая | И. Лишенкевич, А. Постникова, Е. Фёдорова, Н. Потапенко, К. Васильева | 4:57         |
| 14. | «Вальс (пивная международная)» | И. Лишенкевич, И. Белая | И. Лишенкевич, А. Постникова, Е. Фёдорова, Н. Потапенко, К. Васильева | 6:54         |

## Клипы
1. Финское танго (анимационный)
2. Колыбельная «Блюз»
3. Яга

## Музыканты
- Инна «Инка» Лишенкевич — гитара, вокал
- Анастасия Постникова — вокал, синтезатор, перкуссия
- Наталия Потапенко — аккордеон
- Екатерина Фёдорова — барабаны, перкуссия
- Ксения Васильева — бас

### Приглашённые музыканты
- Вячеслав Гайворонский — труба
- Николай Рубанов — бас-кларнет, баритон-саксофон
- Дмитрий Белоусов — виолончель
- Билли Новик — вокал
- Алексей Иванов — перкуссия
- Евгений Бобров, Василий Телегин — бэк-вокал

## Издание
- Саунд-продюсер, сведение — Николай Судник
- Звукорежиссёр — Александр Докшин
- Запись — студия «Добролет» (декабрь, 2009)
- Мастеринг — студия «Мелодия» (май, 2010)
- Дизайн — Юлия Ким
- Фотографии — Илья Петров, Елена Брюханова, Наталья Снегирева, Ольга Тимохова, Евгений Афанасьев